# Sven Hassel
Sven Hassel, także Sven Hazel, Villy Arbing (właśc. Sven Pedersen 19 kwietnia 1917 w duńskim Nyhuse, zm. 21 września 2012 w Barcelonie) – pisarz duński, żołnierz armii niemieckiej w czasie II wojny światowej, autor powieści wojennych.

## Życiorys
Urodzony jako Børge Willy Redsted Arbing. W młodości zmienił nazwisko na rodowe matki, które brzmiało Hassel. W wieku 14 lat wstąpił do floty handlowej. Do czasu powołania do służby wojskowej (1936) pływał na statkach. W 1937 r. nie mogąc znaleźć pracy przeniósł się do Niemiec, gdzie wstąpił do wojska, powołując się na narodowość matki. Przyjął obywatelstwo i został wcielony do jednostki składającej się z naturalizowanych Niemców. Służbę rozpoczął w koszarach we Wrocławiu, ostatecznie przeniesiony do jednostki wojsk pancernych stacjonującej w Eisenach. W czasie napaści na Polskę służył w dywizji pancernej jako kierowca czołgu. W rok później zdezerterował wskutek wyczerpania psychicznego. W rezultacie, został po schwytaniu przeniesiony do jednostki karnej Wehrmachtu (Sonderabteilung), złożonej z kryminalistów i dysydentów.
Walczył na wszystkich frontach z wyjątkiem Afryki Północnej. Ranny ośmiokrotnie, odznaczony Krzyżem Żelaznym pierwszej (Eisernes Kreuz I. Klasse) i drugiej klasy (Eisernes Kreuz II. Klasse), otrzymał też kilka odznaczeń fińskich oraz włoskich. Wojnę zakończył w randze porucznika, wzięty do niewoli w Berlinie w 1945 r. przez żołnierzy radzieckich. Kilka następnych lat spędził w obozach jenieckich radzieckich, amerykańskich oraz duńskich. W czasie uwięzienia zaczął pisać książki. Uwolniony w 1949 r. miał zamiar wstąpienia do Legii Cudzoziemskiej, od czego odwiódł go związek z Dorthe Jensen poślubioną w 1951 r. Pracował w fabryce samochodów. Pod wpływem żony dokończył pierwszą powieść opartą na własnych przeżyciach, wydając ją w 1953 r. pod tytułem De fordømtes legion (Legion potępieńców).
W 1957 r. wskutek ataku choroby, której nabawił się podczas wojny, został sparaliżowany na niemal 2 lata. Po powrocie do zdrowia ponownie zaczął pisać. W 1964 przeniósł się do Barcelony, gdzie zmarł w 2012.
Stworzył niepowtarzalną serię powieści wojennych o losach niemieckiej kompanii karnej w czasie II wojny światowej, której miał być żołnierzem. Pierwsza książka Legion potępieńców była zapisem przeżyć autora. Następne książki w coraz większym stopniu stanowią fikcję literacką, jednakże z elementami autobiograficznymi. Jego książki składają się z kilku lub kilkunastu opowiadań związanych ze sobą miejscem wydarzeń i bohaterami. Bohaterami opowiadań są: Sven (autor, narrator wszystkich powieści), Joseph Porta (humorystyczny gawędziarz, pochodzący z Berlina), Wolfgang Creutzfeld – Mały (olbrzym z nadanym ironicznie przezwiskiem, hamburczyk), Willie Beier – Stary (doświadczony starszy sierżant), Alfred Kalb – Legionista (były żołnierz Legii Cudzoziemskiej), Julius Heide (doświadczony żołnierz, zatwardziały nazista), Peter Blom – Barcelona (weteran wojny domowej w Hiszpanii), Pluto (stabsgerfreiter Gustaw Eincke) i inni. Ich losy autor przedstawił na różnych frontach II wojny światowej koncentrując się na brutalności i bezsensowności wojny oraz roli pojedynczego żołnierza w wojnie. Książki cechują się również sporą dawką humoru (gdyż, jak twierdzi autor, tylko humor i alkohol dawał zapomnienie od brutalności wojny).
Wojna w książkach Hassela jest brutalna. Nie obowiązują w niej konwencje genewskie, a ludzi bezwzględnie zabija się po to, aby samemu przetrwać.

## Twórczość
Napisał 14 książek przetłumaczonych na 18 języków i wydanych w łącznym nakładzie co najmniej 54 milionów egzemplarzy. Na podstawie książki Koła terroru w 1987 r. nakręcono film pod tytułem The Misfit Brigade (emitowany pod polskim tytułem Karna kompania).
- Legion potępieńców (De fordømtes legion), 1953
- Koła terroru (Døden på larvefødder), 1958
- Towarzysze broni (Frontkammeraten), 1960
- Batalion marszowy (Marchbataillon), 1962
- Gestapo (Gestapo), 1963
- Monte Cassino (Monte Cassino), 1965
- Zlikwidować Paryż (Likvider Paris), 1967
- Generał SS (SS-generalen), 1969
- Królestwo piekieł (Powstanie Warszawskie) (Kommando Reichsführer Himmler), 1971
- Widziałem, jak umierają (Jeg så dem dø), 1976
- Krwawa droga do śmierci (Glemt af Gud), 1977
- Sąd wojenny (Krigsret), 1978
- Więzienie NKWD (GPU-fængslet), 1981
- Komisarz (Kommissæren), 1985